# Shin Megami Tensei: Nine
Shin Megami Tensei: Nine est un jeu vidéo de rôle développé et édité par Atlus, sorti en 2002 sur Xbox.

## Accueil

### Critique
- Famitsu : 31/40[1]

### Ventes
Le jeu s'est vendu à 45 000 exemplaires alors qu'Atlus visait 67 000 ventes.